# Джаґір
Джаґір (фарсі, букв. «той, хто тримає місце») — панівна форма феодального землевласництва в імперії Великих Моголів XVI—XVIII століть.

## Історія
Власник джаґіра (джаґірдар) фактично був повновладним правителем свого володіння, отримував на свою користь частину земельного податку й був зобов'язаний за це утримувати певний загін найманої кінноти; при цьому формально вся виділена у джаґір земля продовжувала належати падишаху. Чисельність війська, розмір податку й ділянки відповідали рангу воєначальника.
Первинно джаґір видавався на незначний термін (як правило, до трьох років); при цьому він міг продовжуватись чи замінюватись джаґіром в іншій області, але не переходив у спадок — сини померлого джаґірдара отримували наділи на звичайних підставах. За часів розквіту Могольської держави, за Аурангзеба (1658–1707), кількість джаґірдарів сягала 4 тисяч. До XVIII століття завершилась трансформація джаґірів у спадкове володіння.